# قدم الخير (فلم)
قدم الخير، فيلم دراما، موسيقي/ استعراضي مصري لعام 1952 كأول تجربة سينمائية للمخرج حلمى رفلة ومساعده في الإخراج عاطف سالم. الفيلم من بطولة شادية ومحمد سلمان وإسماعيل يس، وتبدأ الأحداث عندما يتعرَّف إحسان ومرزوق على مبروكة، التي قدمت للقاهرة بعد وفاة والدها. وفي الوقت الذي يرفض فيه شقيق والدها استقبالها طمعًا في الميراث، يساعدها كلٍ من مرزوق وإحسان.
صدر الفيلم إلى دور العرض المصرية في 8 سبتمبر 1952.
منح موقع قاعدة بيانات الأفلام على الإنترنت (IMDB) الفيلم درجة 5.6/ 10.
منح موقع قاعدة بيانات الأفلام العربية «السينما.كوم» الفيلم درجة 5.9/ 10.

## طاقم التمثيل
شادية: في دور مبروكة
محمد سلمان: في دور إحسان
إسماعيل ياسين: في دور مرزوق سعيد (مالك تياترو)
محمود المليجي: في دور مسعود بيه الفنجري
منى: في دور سميحة الفنجري (ابنة مسعود بيه)
نور الدمرداش: في دور محسن الفنجري (ابن مسعود بيه)
علوية جميل: في دور قمر (زوجة مسعود بيه الفنجري)
عبد البديع العربي: في دور محامي إبراهيم الفنجري (شقيق مسعود بيه)
رياض القصبجي: في دور خادم (مسعود بيه الفنجري)
عمر الحريري: في دور سمير عزت (خطيب سميحة الفنجري)
بالاشتراك مع: علي الكسار - عبد الحميد زكي - كيتي - جمالات زايد - حافظ أمين - عبد الحميد بدوي - منير الفنجري - مطاوع عويس - عبد الغني النجدي - جوزيف نانو - عجمي عبد الرحمن - هيرمين - ايلين دياتو.

## أغاني الفيلم
أشكي لمين همي: غناء شادية (ألحان أحمد صدقي)
حود هنا: غناء محمد سلمان وشادية وإسماعيل يس (ألحان علي فراج)
اوبريت المطافي: غناء محمد سلمان وشادية وإسماعيل يس (ألحان علي فراج)
ايه النعيم والهناء: غناء شادية (ألحان أحمد صدقي)
وحشاني عيونك: غناء محمد سلمان وشادية (ألحان محمد سلمان)
سوق الجواري: غناء محمد سلمان 
كلمات الأغاني: أبو السعود الإبياري - فتحي قورة 

## أحداث الفيلم
يعاني مرزوق سعيد (إسماعيل ياسين) من سوء حظه، حتى يهبط عليه صديقه المطرب اللبناني إحسان (محمد سلمان) ويعرض عليه العمل معه بالتياترو، ولكن يحضر العرض مشاهد واحد فقط (عبد الغني النجدي) الذي حضر بدعوة مجانية. ينفرج الحال بقدوم الثري البخيل مسعود بيه الفنجري (محمود المليجي) الذي يطلب منهم إحياء حفل عيد ميلاد ابنته سميحة (منى). يستضيف مرزوق صديقه إحسان بمنزله الذي لم يسدد إيجاره. يموت إبراهيم الفنجري شقيق الثري مسعود بيه الذي يلغي الحفلة، ولكن مبروكة (شادية)، الخادمة التي كان يرعاها المتوفى إبراهيم، تحضرت لبيت مسعود بيه، كما أوصاها مخدومها إبراهيم قبل وفاته، ولكن مسعود بيه وزوجته قمر (علوية جميل) وابنهما محسن (نور الدمرداش) يرفضوا استقبال مبروكة التي تخرج للشارع، ليقابلها إحسان ومرزوق ويعرضان عليها العمل في التياترو مطربة. تصبح مبروكة قدم الخير عليهم، وينجح التياترو ويسدد مرزوق ديونهم. يحب إحسان مبروكة ويخطبها، ولكن المحامي (عبد البديع العربي) يصل لتنفيذ وصية المرحوم إبراهيم والبحث عن مبروكة لأن الأوراق أثبتت أنها ابنة إبراهيم الفنجري والتي أنجبها من زوجته ابنة ناظر عزبته التي تزوجها سراً، وقد أوصى بكل ثروته لصالح ابنته مبروكة وهى عبارة عن نصف مليون جنيه بالبنك، و2000 فدان، على أن تؤول الثروة لأبنائها، فإذا لم تنجب تؤول الثروة لعمها مسعود بيه. يكلّف مسعود خادمه عبده (رياض القصبجي) بالبحث عن مبروكة والتخلص منها، ولكنه يفشل في قتلها. يطلب مسعود من مبروكة، باعتباره عمها، الإقامة بمنزله ومنعها من مقابلة إحسان ومرزوق. تحاول قمر هانم قتل مبروكة أيضاً ولكنها تفشل. كانت سميحة مخطوبة لسمير عزت (عمر الحريري) وتحمل منه، ولكنه يفسخ الخطبة بعد علمه بذهاب الثروة لمبروكة. تسمع مبروكة الحديث، وتقابل سمير وتمنحه مبلغ 10 آلاف جنيها، وتحل منه على إقرار بما فعل مع سميحة، وتعهده بالزواج منها خلال أسبوعين، كما يسعى محسن لسرقة أبيه الذي منع عنه المال بسبب إدمانه القمار. يفكر محسن في قتل والده، ولكن مبروكة امدته بالمال الذي يحتاجه وأخذت منه المسدس، وقد أحضر مسعود بيه ثعبانا لقتل مبروكة ليلا، واختبأ تحت السرير عندما حضر احسان ومرزوق لإنقاذ مبروكة، ولكن الثعبان لدغ مسعود، وكاد يموت لولا ان مبروكة انقذته، وعاد مسعود لرشده واعترف لمبروكة بما فعل بها واستسمحها، ووافق على زواجها من إحسان.

## استقبال الفيلم
نشرت مجلة مسامرات الجيب في يوليو 1952، قائلة: "تحمست المنتجة آسيا داغر صاحبة شركة لوتس للمخرج الشاب ودعمته لتقديم فيلمه الأول وتم تصوير الفيلم باستوديو جلال وشارك فيه مجموعة كبيرة من الكفاءات الفنية والأدبية. الفيلم من تأليف الكاتب الفكاهي أبو السعود الإبيارى وأغاني الفيلم التي قدمتها شادية ومحمد سلمان من تلحين محمود الشريف وأحمد صدقي وعلى فراج.
ويتضمن الفيلم مواقف كوميدية بين ملك الكوميديا السينمائية إسماعيل يس وعلى الكسار ومحمود المليجى وعلوية جميل ومنى (ابنة آسيا) ونور الدمرداش وعمر الحريرى وميمى شكيب. وفي تعليق للمخرج حلمى رفلة على الفيلم للمجلة قال: أنا راض كل الرضا عن مجهودى ومستوى إخراج الفيلم".
كتب الناقد محمود قاسم على موقع الشروق في 17 ديسمبر 2021: «في هذا الفيلم أغنية استعراضية لمجموعة بنات من هويات مختلفة يتغنون مع المطرب اللبنانى محمد سلمان، لكن هذه الأغنية الاستعراضية صارت ذات معنى سياسي في المقام الأول مع مرور السنوات... عن الأغنية هناك سبع بنات تفتخر كل منهن بهويتها القومية وهي تقول: أنا عراقية ثم تذكر ما تفخر به الفتاة العراقية نفسها، ويتكرر الأمر كالتالي أنا لبنانية، أنا سورية، أنا جزائرية، أنا مراكشية، وأنا سودانية. الفتاة الأخيرة تقول بنفس التنغيم والفخر أنا إيرانية، ثم يأتى وصف لها أنها امرأة جميلة بشكل ملحوظ، الغريب في الاستعراض أن هوية ست دول عربية فقط ممثلة بكل وضوح، بالإضافة إلى المرأة الإيرانية قد حدث هذا في فترة ما بعد المصاهرة المصرية الإيرانية (لاحظ استخدام اسم إيران وليس فارس) وذلك بعد أن تم طلاق الأميرة فوزية شقيقة الملك فاروق عن شاه إيران مما وتر العلاقات في سنوات النصف الأول من الأربعينيات، لكن وجود فتاة تغنى مع المصريات والعربيات الأخريات أمر يعنى أن الشعوب قد نست مسألة الزواج والطلاق وعادت العلاقات إلى شكلها الطبيعي إلى درجة الفخر إلى جوار بقية البنات، هذه هي حالة التوافق الأقرب إلى مغازلة موجودة في الأفلام التي كان يتم إنتاجها في تلك السنوات، مثلما كانت تغنى شادية لنهر النيل ووحدته وأيضا أغنيات توحد العرب بعد تأسيس جامعة الدول العربية عدد البنات هنا محدود للغاية، والملاحظ أن الاغنية تجاهلت تماما بنات عربيات كثيرة، خاصة منطقة الخليج لاشك أن تفجر آبار النفط قد أبعدت إيران المنطقة العربية بشكل واضح حتى صارت الأمور إلى ما هو عليه الآن أقرب إلى الحروب العقائدية بين الخليج وإيران، فخلال السبعين عاما بدأت الثورات الدينية في كشف جذور الخلاف التاريخى بين فارس والعرب... كلما أذيع فيلم» قدم الخير«فإن أحدا لم يلحظ كلماته لأننا لا نستمع أو نشاهد بشكل يليق بالعمل الفنى... قد انقلبت المظاهر والموازين في حياتنا خلال تلك العقود بكل قوة».

## روابط خارجية
- مقالات تستعمل روابط فنية بلا صلة مع ويكي بيانات